# Ошустович, Феликс Антонович
Феликс Антонович Ошустович (1870—?) — русский оперный певец (лирико-драматический тенор) и вокальный педагог. Обладал сильным и ровным во всех регистрах голосом обширного диапазона, репертуар певца включал свыше 50 партий.

## Биография
Родился в 1870 году в Одессе.
Окончив Одесскую рисовальную школу, работал ретушером. Затем обучался пению в Киевском музыкальном училище у И. Кравцова. Дебютировал в 1890 году на сцене Киевской оперы (Оперное товарищество под управлением И. Прянишникова) в партии Манрико («Трубадур»). Позднее выступал в различных городах Российской империи — Харькове (1891, 1894), Красноярске (1892), Вильно (1892—1894), Минске (1893—1894), Одессе (1892), Москве (Частная русская опера, 1896; Народный дом, 1906), Иркутске (1900—1901), Казани (1899, 1901—1902), Житомире (1900), Перми (1900, 1903—1904, антреприза А. А. Кравченко), Саратове (1902), Екатеринбурге (1904). Искусство певца высоко ценили П. И. Чайковский и Н. А. Римский-Корсаков. 
Ошустович — первый исполнитель партий Кащея («Кащей бессмертный»), Гусляра («Сказание о граде великом Китеже и тихом озере Светояре»), Старого кобзаря («Страшная месть»). Его партнёрами были Н. Забела-Врубель, И. Прянишников, И. Тартаков, М. Цыбущенко, В. Эйген, Л. Яковлев; пел под управлением В. Зеленого, М. Ипполитова-Иванова, Н. Кочетова, И. Прибика, В. Сука.

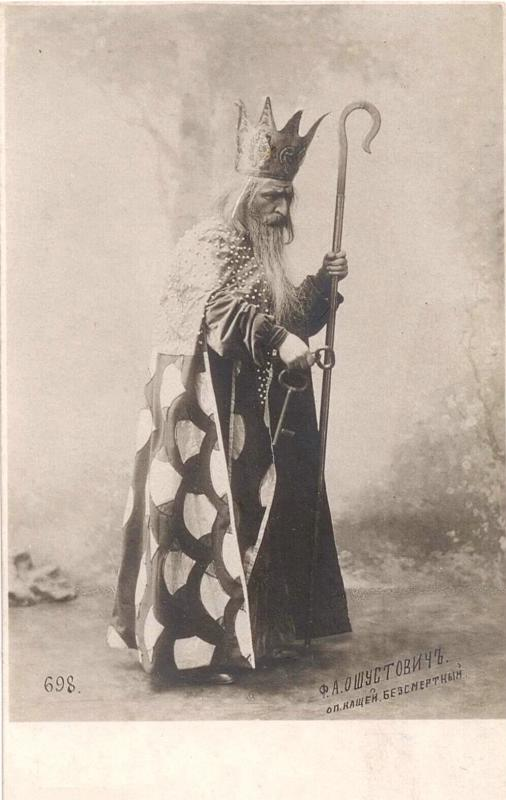

Также занимался педагогической деятельностью. Преподавал в Казани в Бесплатной музыкальной школе и Музыкальном училище, где был профессором. Среди его учеников — М. Д. Михайлов и С. Х. Рахматуллин.
В 1909 году Ошустович выступил в Москве в Обществе любителей естествознания, антропологии и этнографии, где исполнил несколько песен каторжан и бродяг.
Данные о жизни и деятельности Ф. А. Ошустовича после Октябрьской революции отсутствуют. Известно, что в 1894 году в Белоруссии у него родилась дочь Елизавета (1894—1969) — советская театральная художница.